# معوض جاد الرب
معوض جاد الرب (15 سبتمبر 1929 - 23 أغسطس 1983)، طبيب وفنان وكاتب مصري

## مسيرته
- أستاذ التشريح الفني في كلية التربية الفنية بالزمالك جامعة حلوان من فترة الخمسينات والستينات من القرن الماضي، له ابن وبنت.[1][2]

## من كتبه
- الناس والكلاب هذا الكتاب صدر عن الدار القومية للطباعة والنشر بالقاهرة سنة 1964 يحتوي على العديد من القصص منها: امرأة أخرى، العفريت، ولأنه أخي، ولا تسرع الخطى، والنيل يشهد، وبقية عمر، وأنها أيضا لي، ويد الله، ولحم الصديق، وبنت السقا، والكأس، وسأعود غدا، والناس والكلاب، وصور من الماضي.
- يهوذا أين سيدك (وقصص أخرى)

## معرض صور

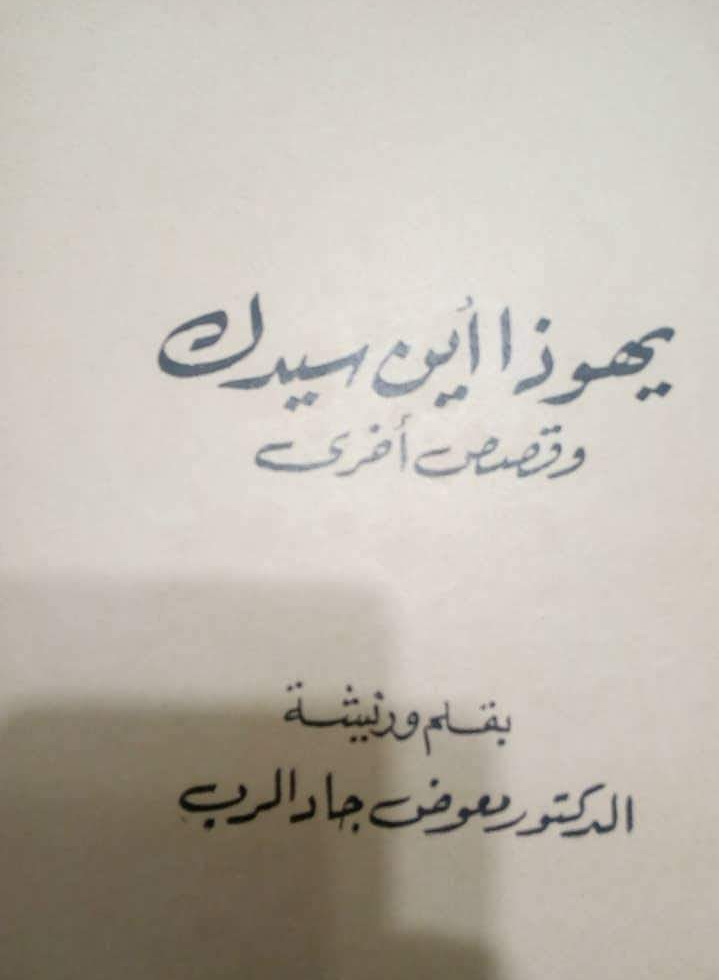
كتاب يهوذا أين سيدك
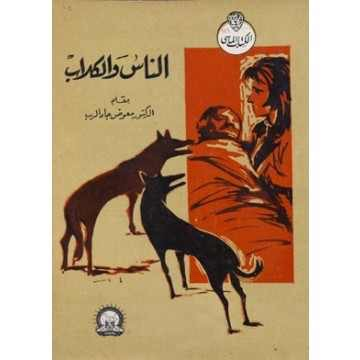
كتاب الناس والكلاب